# Udostępnianie broni jądrowej w ramach NATO
     NPT – państwa posiadające broń jądrową zgodnie z ustaleniami międzynarodowymi (Chiny, Francja, Rosja, Wielka Brytania, Stany Zjednoczone)
     Inne państwa posiadające broń jądrową (Indie, Pakistan, Korea Północna)
     Państwa nieoficjalnie będące posiadaczami broni jądrowej (Izrael)
     Państwa NATO lub CSTO objęte polityką udostępniania broni jądrowej (Belgia, Niemcy, Holandia, Włochy, Turcja, Białoruś)
     Kraje posiadające broń jądrową w przeszłości (Kazachstan, Ukraina, RPA)

NPT – państwa posiadające broń jądrową zgodnie z ustaleniami międzynarodowymi (Chiny, Francja, Rosja, Wielka Brytania, Stany Zjednoczone)
Inne państwa posiadające broń jądrową (Indie, Pakistan, Korea Północna)
Państwa nieoficjalnie będące posiadaczami broni jądrowej (Izrael)
Państwa NATO lub CSTO objęte polityką udostępniania broni jądrowej (Belgia, Niemcy, Holandia, Włochy, Turcja, Białoruś)
Kraje posiadające broń jądrową w przeszłości (Kazachstan, Ukraina, RPA)

Udostępnianie broni jądrowej w ramach NATO lub Porozumienie o współdzieleniu taktycznej broni nuklearnej (ang. Nuclear Sharing lub NATO Nuclear Sharing) – koncepcja polityczna Sojuszu Północnoatlantyckiego, zakładająca udostępnianie głowic jądrowych państwom zrzeszonym w NATO, a które jej nie posiadają.

## Idea powstania projektu
Obecnie jedynie trzech członków NATO posiada broń nuklearną: Stany Zjednoczone, Wielka Brytania oraz Francja, z czego największy potencjał jądrowy posiadają USA. Amerykańskie głowice są udostępniane niektórym sojusznikom. Nuclear Sharing został zapoczątkowany w latach 50. XX wieku, co wiązało się bezpośrednio z doktryną Trumana i ewentualnym przeciwstawieniem się militarnym Związkowi Radzieckiemu. Ustalono, że w przypadku wybuchu wojny, siły zbrojne państw korzystających z programu będą upoważnione do jej użycia za pozwoleniem rządu USA. Wówczas też według dzisiejszych zapewnień Stanów Zjednoczonych, członków NATO przestałby obowiązywać układ o nierozprzestrzenianiu broni jądrowej. W ramach projektu kraje uczestniczące przeprowadzają konsultacje i podejmują wspólne decyzje w sprawie polityki nuklearnej oraz utrzymania i wyposażenia technicznego, niezbędnego do użycia broni, w tym także samolotów bojowych, zdolnych do przenoszenia głowic. Przechowywane są one na ich terytorium, jednak de facto w dalszym ciągu ich właścicielem jest armia amerykańska. Po rozpadzie Związku Radzieckiego broń w ramach projektu ograniczono do taktycznych bomb jądrowych. Nuclear Sharing w założeniu ma za zadanie podtrzymywać równowagę opartą na teorii wzajemnego odstraszania.

## Państwa członkowskie

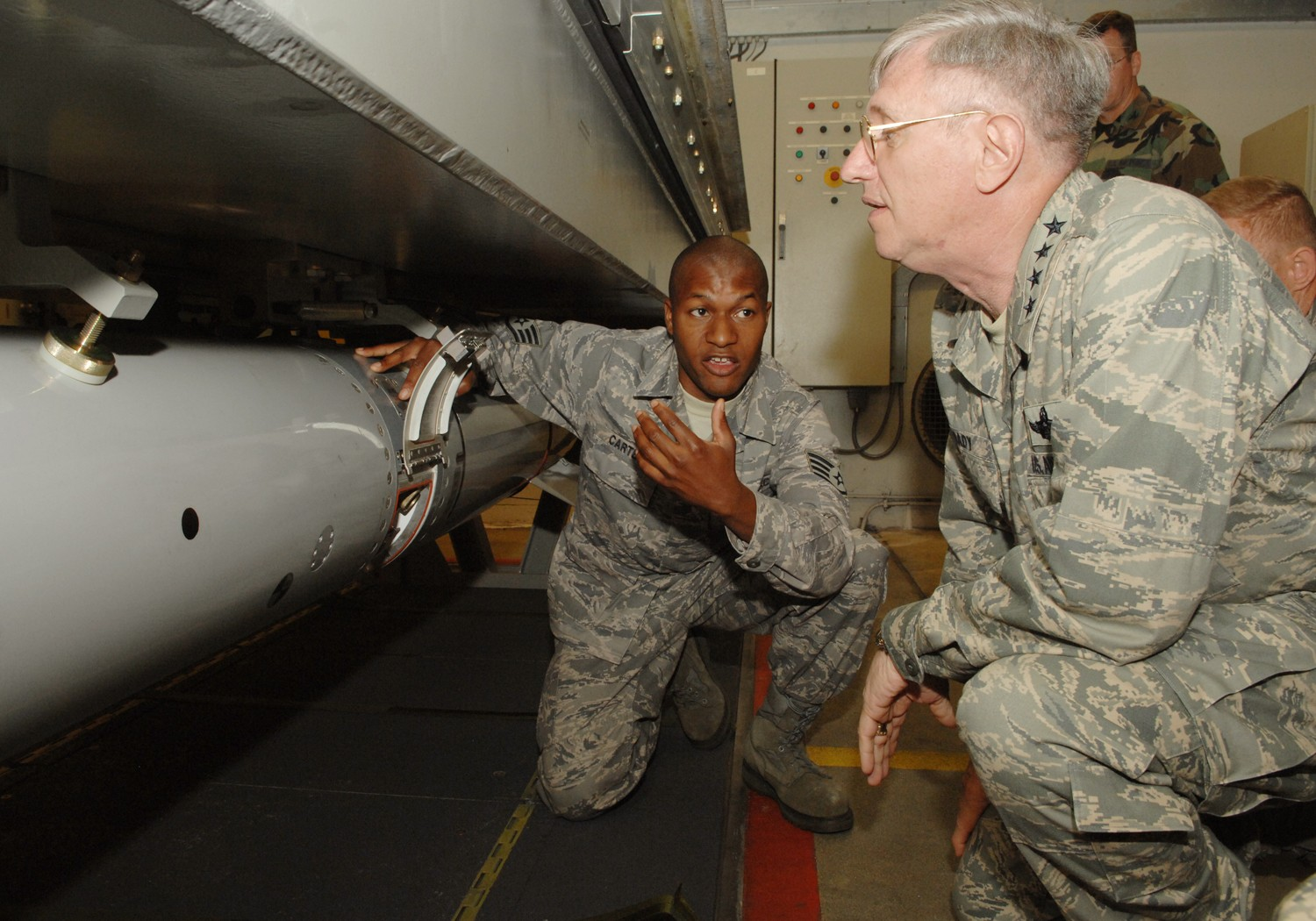
Magazyn amerykańskich głowic w Volkel w Holandii

Obecnie (stan na rok 2015) pięć państw korzysta z natowskiego programu Nuclear Sharing: Włochy, Turcja, Niemcy, Belgia i Holandia. Kanada była członkiem do 1984, a Grecja do 2001. Grecja używała do przenoszenia głowic pocisków rakietowych ziemia-powietrze typu MIM-14 Nike Hercules, oraz samolotów LTV A-7 Corsair II. Z kolei Kanadyjczycy wykorzystywali rakiety taktyczne typu MGR-1 Honest John, AIR-2 Genie, oraz samoloty Canadair CF-104 Starfighter. Wielka Brytania otrzymywała od USA taktyczną broń jądrową, w tym artylerię i MGM-52 Lance do 1992, pomimo że wojsko brytyjskie posiadało broń jądrową na własność. W czasie pokoju, broń zmagazynowana w tych państwach jest chroniona przez siły United States Air Force. Według Hansa M. Kristensena, dyrektora Nuclear Information Project w Federacji Amerykańskich Naukowców, w 2005 180 z 480 pocisków B61 miało znajdować się w Europie w ramach projektu Nuclear Sharing. W 2013 były premier Holandii, Ruud Lubbers potwierdził obecność 22 głowic w bazie Uden-Volkel. Około 20 głowic przechowywanych jest w niemieckiej bazie Büchel. W 2015 w Luftwaffe zredukowana została liczba, zdolnych do przenoszenia głowic samolotów typu Panavia Tornado. Według zamysłu zastąpić je mają Eurofightery, jednak te nie są przystosowane do tego typu zadań. W sierpniu 2016 roku, prezydent Stanów Zjednoczonych Barack Obama poinformował dziennikarzy niemieckiej gazety Der Spiegel, że broń jądrowa przetrzymywana między innymi w Büchel zostanie zmodernizowana do 2020 roku. Bomby B61-12 mają być produkowane seryjnie, a w razie czego użyte przez samoloty Tornado. Decyzja Obamy miała zapaść na podstawie ustaleń podczas lipcowego szczytu NATO w Warszawie. Od lat 50. program „Nuclear Sharing” nie został poszerzony o nowe państwa członkowskie, choć pod koniec 2015 roku polski podsekretarz stanu Tomasz Szatkowski ogłosił, że w Ministerstwie Obrony Narodowej rozważane jest przystąpienie do niego, co ma zapewnić Polsce dostęp do broni jądrowej. W maju 2020 roku współprzewodnicząca Socjaldemokratycznej Partii Niemiec Saskia Esken wyraziła pogląd, że Niemcy powinny wycofać się z Nuclear Sharing, a pieniądze przekazywane na ten projekt powinny być przeznaczone na inne cele. Dwa tygodnie później ambasador USA w Polsce Georgette Mosbacher napisała, iż w przypadku gdyby Niemcy chciały zmniejszać swój nuklearny potencjał, wówczas Polska mogłaby przejąć od nich broń jądrową.
| Państwo                         | Baza lotnicza                   | Skrzydło                        | Liczba głowic |
| ------------------------------- | ------------------------------- | ------------------------------- | ------------- |
| Belgia                          | Kleine Brogel                   | 52d Fighter Wing                | 20            |
| Niemcy                          | Büchel                          | 52d Fighter Wing                | 20            |
| Włochy                          | Ghedi Torre                     | 52d Fighter Wing                | 20            |
| Włochy                          | Aviano                          | 31st Fighter Wing               | 20            |
| Holandia                        | Volkel                          | 52d Fighter Wing                | 20            |
| Turcja                          | Incirlik                        | 39th Air Base Wing              | 20            |
| Liczba całkowita w przybliżeniu | Liczba całkowita w przybliżeniu | Liczba całkowita w przybliżeniu | 100           |

## Układ o nierozprzestrzenianiu broni jądrowej
Jest kwestią dyskusyjną, czy program współdzielenia amerykańskiej broni jądrowej w ramach NATO jest zgodny z zasadami układu o nierozprzestrzenianiu broni jądrowej. Artykuł pierwszy tego układu zakazuje państwom nuklearnym przekazywania kontroli nad swoją bronią jądrową innym krajom. Natomiast artykuł drugi zabrania państwom nienuklearnym przyjmowania broni jądrowej pod swoją kontrolę. Wedle powyższych postanowień, artykuły te są łamane przez NATO. Obrońcy Nuclear Sharing twierdzą, że broń jądrowa znajduje się pod kontrolą Stanów Zjednoczonych i nie została przekazana pod kontrolę żadnego innego kraju. Możliwe złamanie zasad traktatu o nierozprzestrzenianiu broni jest według NATO przewidziane tylko w wypadku wybuchu wojny, ale wówczas traktat przestałby obowiązywać. Według przeciwników Nuclear Sharing, samoloty należące do krajów należących do projektu, zostały przystosowane do przenoszenia amerykańskiej broni jądrowej, a piloci tych samolotów są szkoleni przez Amerykanów w tym celu, co mimo wszystko nie jest zgodne z układem o nierozprzestrzenianiu broni jądrowej.